# Polittico della Madonna e quattro santi

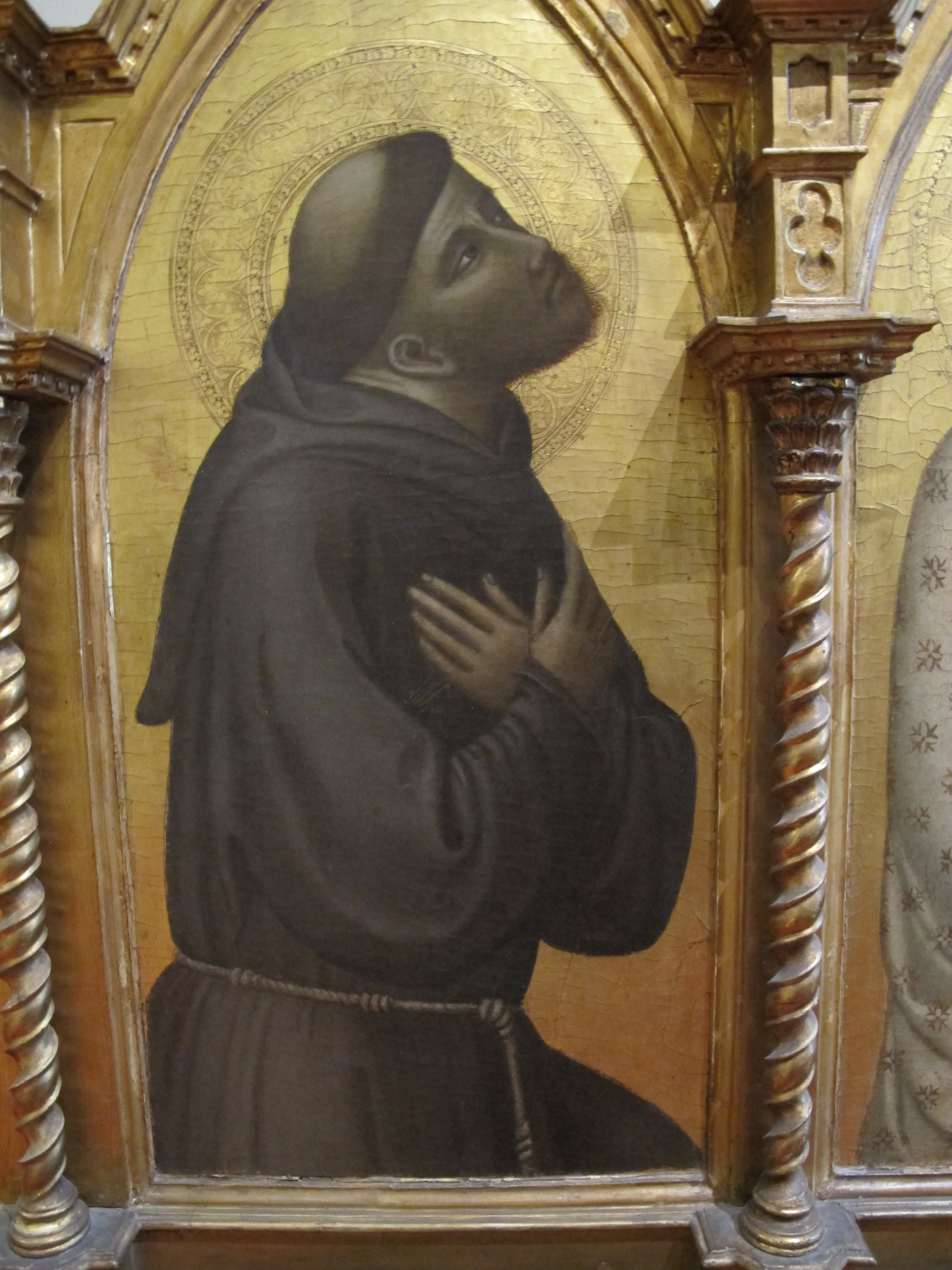
San Francesco

Il Polittico della Madonna e quattro santi è un dipinto a tempera e oro su tavola (128x222 cm) di Bernardo Daddi, databili al 1332-1335 circa e conservato nel Museo civico a Prato.

## Storia
Il polittico fu dipinto per l'altare (dedicato a Barnaba apostolo) dell'Infermeria delle donne dell'ospedale della Misericordia a Prato, commissionato dal rettore Francesco di Tieri, che resse tale carica per quarant'anni, dal 1332 al 1373. Nell'Ottocento fu destinato al nascente Museo Civico, dove pervenne nel 1858.

## Descrizione e stile
Appartenente alla fase matura dell'artista, è composto da cinque scomparti, coi santi rappresentati a mezza figura, sul modello del Polittico di Badia di Giotto. Al centro si trova la Madonna col Bambino (85x45,5 cm), affiancata, da sinistra dai santi Francesco, Bartolomeo, Barnaba e Caterina d'Alessandria (ciascuno 76,5x35 cm). Nelle cuspidi si trovano piccoli tondi con cherubini.
Maria ha un'espressione serena ma pensosa, alludendo alla sua consapevolezza della sorte tragica del figlio. Il Bambino infatti le stringe il velo, richiamando una prefigurazione del sudario della Passione.
Le figure hanno la forma compatta della scuola giottesca, sebbene addolcite dalle eleganze gotiche derivate dalla scuola senese. Studiate sono le pose e i gesti dei santi, dalla composta serenità. Si discosta solo il san Francesco all'estremità sinistra: il patrono del committente è rappresentato con le braccia incrociate al petto e mentre ruota il busto di tre quarti con decisione, guardando in alto come in un ispirato momento di preghiera.
Il polittico ebbe una notevole influenza sulla scuola locale: vi si rifece ad esempio il Maestro di Mezzana, in un polittico al Museo dell'Opera del Duomo (1340 circa).